# دیوید زورابیشویلی
دیوید زورابیشویلی (به گرجی: დავით ზურაბიშვილი) (زاده ۱۶ مارس ۱۹۵۷) سیاستمدار گرجی و عضو برجسته حزب جمهوری‌خواه گرجستان است. وی از سال ۲۰۰۴ عضو مجلس گرجستان بوده و رئیس فراکسیون مخالف جبهه دموکرات در مجلس گرجستان است.
وی معاون رئیس فراکسیون جنبش متحد ملی و معاون رئیس کمیته آموزش، فرهنگ و علوم بود.
در سپتامبر ۲۰۰۵، زورابیشویلی به حزب مخالف جمهوری‌خواه گرجستان روی آورد.